# موسی و عوج
موسی و عوج یک تذهیب مینیاتوری متعلق سده‌های هشتم یا نهم قمری در ایران یا عراق است. این نقاشی که امضایی از هنرمند ندارد و عنوان اصلی هم ندارد، در متون پژوهشی با عنوان موسی و عوج شناخته شده است. این اثر به دلیل ترکیب شخصیت‌هایی از هر سه دین ابراهیمی غیرمعمول است: پیامبر اسلام محمد، مریم و کودک (مدونا) و موسی. برخی از جانشینان و خانواده پیامبر اسلام نیز در تصویر حضور دارند. این نقاشی برای اولین بار در دهه ۱۹۳۰ توصیف شد و بعدها توسط مجموعه هنر اسلامی خلیلی خریداری شده است.

## توصیف ظاهری
این فولیو ۳۸ سانتی‌متر (۱۵ اینچ) ارتفاع و ۲۴٫۸ سانتی‌متر (۹٫۸ اینچ) عرض دارد. این نقاشی عمدتاً در یک مستطیل به ارتفاع ۲۵٫۶ سانتی‌متر (۱۰٫۱ اینچ) و عرض ۱۶ سانتی‌متر (۶٫۳ اینچ) قرار دارد و عناصری از بالا و سمت چپ آن‌سوی حاشیه امتداد یافته‌اند. این نقاشی با جوهر، رنگ آبرنگ مات و طلایی و نقره‌ای کشیده شده است. در پشت آن نشانه‌هایی از صاحبان قبلی وجود دارد، اگرچه تقریباً کاملاً محو و ناخوانا هستند.

## ترکیب
این صحنه، شخصیت‌ها را در میان درختان شکوفا و شاخ و برگ‌های دیگر، زیر آسمانی به شدت آبی، به نمایش می‌گذارد. نیمه بالایی نقاشی تحت سلطه «عوج» است که بالاتنه غول‌پیکرش از مرز نقاشی فراتر رفته است. عوج در تورات به عنوان غولی توصیف شده است که پادشاه باشان بود و ۳۰۰۰ سال زندگی کرد تا اینکه توسط موسی کشته شد. در سنت اسلامی، این الهام‌بخش شخصیت عوج است، پسر عناق، دختر شرور آدم.
موسی با چهره‌ای پوشیده، در سمت راست عوج نشان داده شده است که با عصا به پاهای غول ضربه می‌زند و از آن خون می‌چکد. عوج حالتی از درد به خود گرفته و دیده می‌شود که گرزی عظیم را رها می‌کند. در سمت چپ، گروهی از چهره‌های زانو زده از جمله مریم که عیسی جوان را بر روی زانوانش حمل می‌کند، دیده می‌شوند. در قسمت پایین نقاشی، محمد که چهره‌اش پوشیده است بر روی فرشی با طرح هندسی نشسته است و چهار خلیفه جانشین او، ابوبکر، عمر، عثمان و علی، او را احاطه کرده‌اند. در کنار محمد، دو نوه او، حسن بن علی و حسین بن علی - امام دوم و سوم شیعه - به صورت پسران جوان به تصویر کشیده شده‌اند. در خارج از این گروه، در سمت چپ، دو نفر از یاران محمد از جمله بلال حبشی که ذوالفقار، شمشیری دو لبه را حمل می‌کند، دیده می‌شوند. موسی، عیسی و محمد هر کدام با هاله نور نشان داده شده‌اند و گروهی که در اطراف محمد متمرکز شده‌اند، در یک ابر طلایی شعله‌ور محصور شده‌اند. جریانی نقره‌ای در سراسر نقاشی جریان دارد و پیش‌زمینه و پس‌زمینه را از هم جدا می‌کند.

## تاریخچه
بازیل ویلیام رابینسون این نقاشی را به هنرمندی که او را «نقاش گلستان» می‌نامد نسبت می‌دهد، شخصی که نقاشی‌های مینیاتوری را به نسخه خطی کلیله و دمنه در کتابخانه سلطنتی گلستان در تهران، اضافه کرده است. گیتی نوروزیان تفاوت‌های سبکی زیادی بین موسی و عوج و مینیاتورهای کلیله و دمنه یافت و نتیجه گرفت که آنها کار هنرمندان مختلف اما با تأثیرات مشترک هستند. به گفته جی.ام. راجرز، این نقاشی در اوایل قرن پانزدهم در بغداد یا تبریز خلق شده است. تحقیقات بعدی توسط النور سیمز، سردبیر مجله هنر اسلامی، زمان خلق آن را بین سال‌های ۱۴۶۰ تا ۱۴۶۵ در تبریز یا شیراز تعیین می‌کند. مشخص نیست که این نقاشی بخشی از کدام نسخه خطی بوده است، اگرچه ممکن است در ابتدا نیمه سمت راست یک صفحه اول کتاب قصص الانبیاء بوده باشد که از نسخه خطی اصلی آن جدا، روی مقوا نصب و در یک آلبوم گنجانده شده است. این اثر اولین بار در اواخر دهه ۱۹۳۰ در کتاب «بررسی هنر ایرانی از دوران ماقبل تاریخ تا به امروز» نوشته پوپ و اکرمن مستندسازی شد و دهه‌ها بعد توسط مجموعه هنر اسلامی خلیلی (شماره دسترسی MSS 620) تحت مالکیت قرار گرفت. این اثر در نمایشگاه‌های عمومی مجموعه خلیلی، از جمله در ابوظبی و روسیه، به نمایش گذاشته شده است. سر ناصر دیوید خلیلی، مجموعه‌دار ایرانی‌تبار بریتانیایی و مالک اثر، این نقاشی را به عنوان نمونه‌ای از چگونگی نقش هنر در ترویج وحدت بین ادیان معرفی می‌کند.

## تفسیر

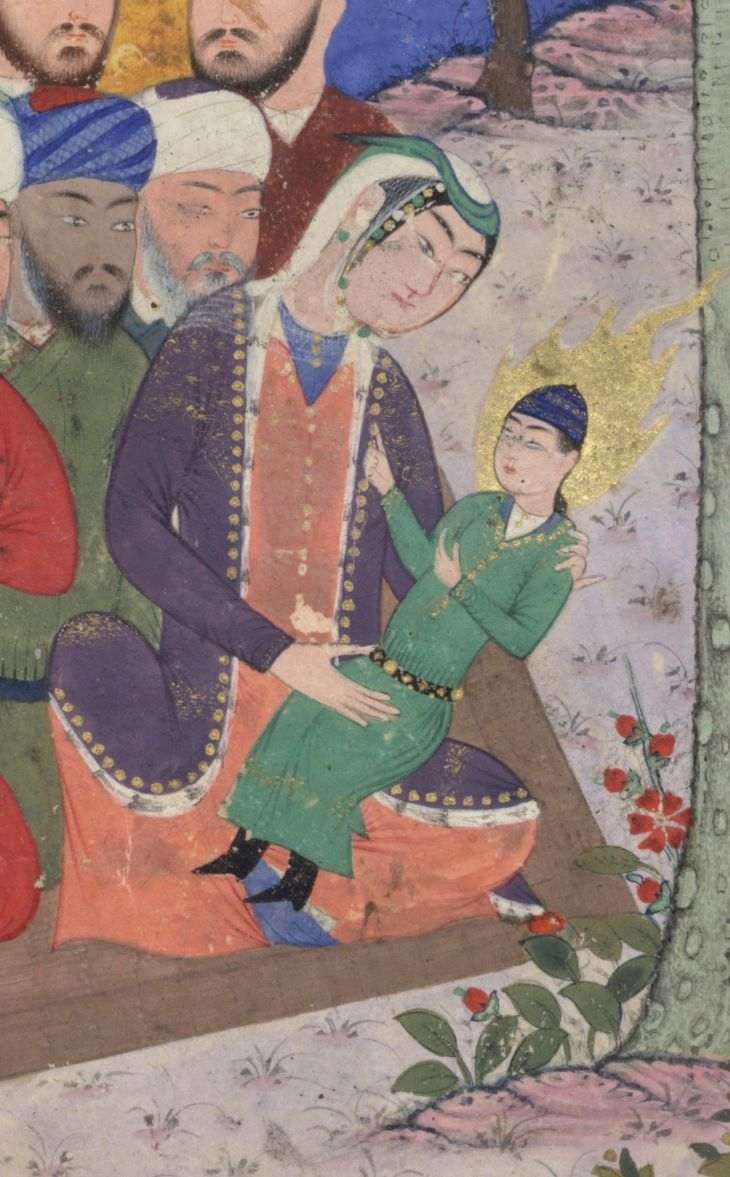
جزئیات چهره مریم مقدس و عیسی

دو نقاشی دیگر از همان دوره وجود دارد که محمد را در میان خلفای جانشین، نوه‌هایش و بلال در موقعیتی مشابه نشان می‌دهد. برخلاف این نقاشی‌ها، تابلوی موسی و عوج فرشتگان را در این گروه جای نداده است. ترکیب این گروه با چهره‌هایی از مسیحیت و یهودیت، این اثر را منحصر به فرد می‌کند. ارنست کوهنل این نقاشی را «نوعی سه‌گانهٔ مذهبی» توصیف کرد. باسیل ویلیام رابینسون آن را به عنوان تمثیلی از سه دین ابراهیمی توصیف کرد. نقاشی‌های دیگر از دورهٔ ۱۲۵۰ تا ۱۵۰۰ میلادی، به محمد ویژگی‌های فیزیکی داده‌اند، برخلاف تابلوی موسی و عوج که او را در حجاب و با هاله‌ای از شعلهٔ طلایی نشان می‌دهد. این نشان می‌دهد که قصد هنرمند تأکید بر جایگاه محمد به عنوان یک پیامبر بوده است، نه واقعیت فیزیکی او. النور سیمز استدلال می‌کند که دیگر چهره‌های نشسته در کنار مریم مقدس، قرار است حواریون باشند. تفسیر او این است که با نمایش پیامبران مسیحی و یهودی در پس‌زمینه و محمد به همراه یارانش در پیش‌زمینه که با شعله‌ای طلایی احاطه شده‌اند، بر جایگاه محمد به عنوان «خاتم‌الانبیا» تأکید می‌کند؛ آخرین پیامبر فرستاده شده توسط خدا.